# Плимутский джин

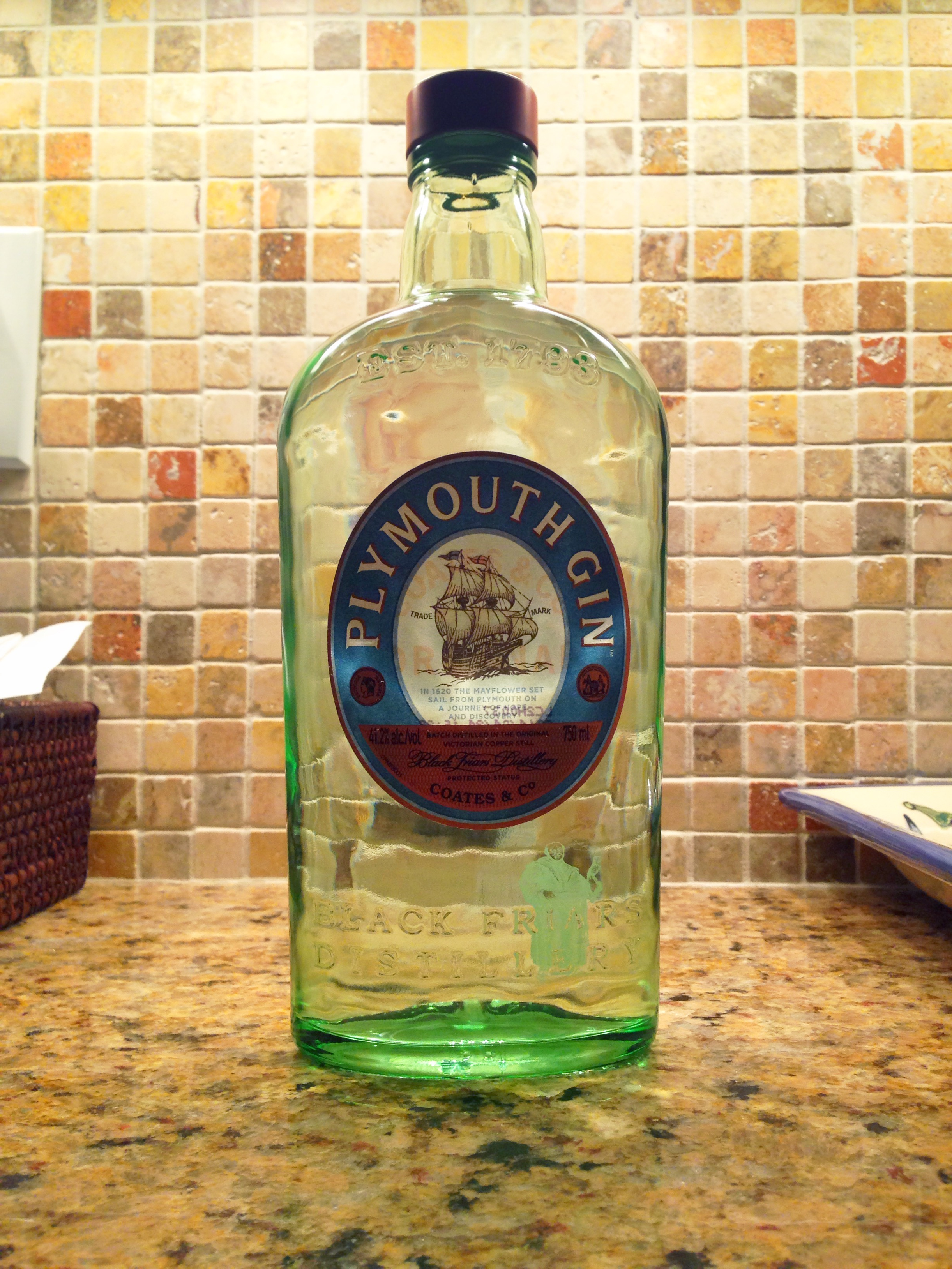
Бутылка Plymouth Gin образца 1998 года. Внизу отчётливо виден «жаждущий монах»

Плимутский джин (англ. Plymouth Gin) — алкогольный напиток, джин со статусом PGI (защита географических указаний), который может производиться только в городе Плимут (Великобритания) и его окрестностях. По состоянию на конец 2016 года существует только один производитель, удовлетворяющий всем требованиям протокола PGI — Black Friars Distillery.

## Характеристика напитка
Джин Plymouth Original Strength brand имеет объёмную долю спирта 41,2 % об. Он отличается чуть большей сухостью, чем лондонские марки, с энергичным вкусом, но более тонким букетом плодов можжевельника, который уравновешивается кардамоном, апельсином и другими травами и специями. Существует также Plymouth navy strength brand, крепость которого составляет «пруф»: 57 % об.
Несмотря на популярность плимутского джина в качестве составляющего элемента различных коктейлей, его рекомендуют пить просто со льдом и по вкусу с долькой лимона.

## История
Своё распространение в Англии джин получил ещё в первой половине XVIII века после того, как правительство приняло решение направлять низкокачественную пшеницу, непригодную для пивоварения, на производство этого напитка, которое, кроме того, было освобождено от пошлин. Сотни рюмочных открылись по всей стране. Дешёвый алкоголь вызвал большие социальные проблемы, что, например, было отражено в гравюре Уильяма Хогарта «Переулок джина», созданной в 1751 году.
Предприятие в Плимуте Fox & Williamson, расположенное в здании бывшего монастыря доминиканского ордена 1431 года, начало здесь перегонку алкоголя под маркой Plymouth в 1793 году, то есть уже после так называемого «Джинового акта» (1751 год), которым государство в лице магистратов жёстко регулировало производство и продажу джина. Вскоре предприятие стало известно как Coates & Co. Под этим названием оно просуществовало до 2004 года, а затем было продано владельцами группы компаний Vin&Spirit (Швеция). Та же, в свою очередь, в 2008 году продала его за 9 млрд евро французскому производителю и дистрибутору алкоголя Pernod Ricard. В марте этого же года Европейская комиссия приняла решение о предоставление плимутскому джину (Plymouth Gin) статуса PGI — защищённого географического указания).

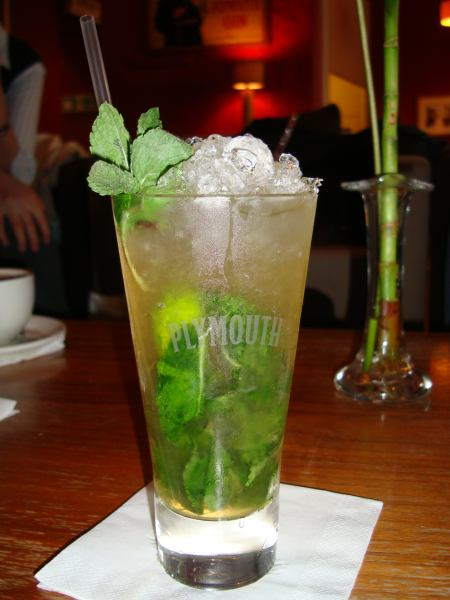
Коктейль в фирменном стакане Plymouth

За более чем два века продаж плимутский джин пережил периоды как повышения, так и снижения спроса. В начале XIX века он поставлялся для снабжения Королевского военно-морского флота Великобритании, причём объёмная доля спирта в нём должна была составлять не менее 57 % об. По существующей легенде порох, использовавшийся судовой артиллерией, не терял горючести, если на него случайно проливали джин такой крепости. В XX веке взаимосвязи поставщика плимутского джина с флотом прекратились, хотя некоторое время после Второй мировой войны Black Friars Distillery презентовал капитану каждого нового корабля, спускаемого на воду, так называемый «Сommissioning kits» (≈ Комплект для приёмки) — сундук с несколькими бутылками плимутского джина и тоника, стаканами, ёмкостью для смешивания напитков и вымпелом, который капитан мог вывешивать, приглашая офицеров на коктейль. Один из пиков популярности напитка приходится на начало XX века, когда сразу 32 рецепта коктейлей с его содержанием были опубликованы в «The Savoy Cocktail Book» (1930 год).
В 1996 году бренд купила компания Allied Domecq, которая привлекла к его продвижению Джон Мёрфи. В 1998 году была нанята новая команда управленцев компании, которая, среди прочих решений, разработала новый дизайн бутылки, на стекле которой отчётливо просматривался «жаждущий монах». В ходе рекламной кампании использовался слоган следующего содержания: Если нога монаха просохла — пришло время для новой бутылки англ. When the monk's feet got dry, it was time for a new bottle.